# 太陽與海的教室
《太陽與海的教室》（日语：太陽と海の教室）是一部於2008年7月21日至9月22日，由日本富士電視台於逢星期一21:00-21:54（日本時間）播出的電視連續劇。首集加長至22:24；大結局加長至22:09。

## 故事
神奈川縣湘南某所高等學校來了一個不拘常規的新教師－櫻井朔太郎（織田裕二飾）。本故事就是以櫻井和高校3年級生的學生為中心。
故事舞台為湘南超有名的私立進學校──湘南學館高等學校。在這所學校，因為理事長──神谷龍之介的「偏差值至上主義」的重視考試的教育方針下，學生們激烈的考試學習。

## 登場人物及演員

### 湘南學館高等學校

#### 3年1組
- 櫻井朔太郎 - 織田裕二

本作的主人公。39歲。1968年（昭和43年）10月6日生。擔任現代國語老師、3年1組的班主任。東京大學經濟學部經營學科首席畢業。史丹佛商學院畢業24歲取得MBA。曾到某非洲國家擔任義工，在義工期間的貧困孩童體驗因而轉職教師。謎一般的男人。教學理念打破升學成規，會主動關心學生，因此常和學校理事長有多次衝突。
- 榎戶若葉 - 北川景子

23歲。擔任現代國語老師、3年1組的副班主任。和櫻井一樣，於東京大學畢業。
- 根岸洋貴 - 岡田將生

18歲。游泳部的王牌，3年1組領導般的存在。頭髮自然捲，性格開朗。
- 白崎凜久 - 北乃紀伊

17歲。
- 田幡八朗 - 濱田岳

18歲。通稱小八，頭髮亂亂捲捲的，個性溫柔，是夥伴們的活寶。憧憬屋嶋灯里，但之後因為捲進次原雪乃的自殺事件中身亡。
- 屋嶋灯里 -

18歲。
- 楠木大和 - 富浦智嗣

17歲。與澤水羽菜是戀人關係，從小成績優秀，完全以升上有名大學為目標。故對她想要放棄升學之事一度非常不能諒解，後來透過櫻井老師的開導，兩人和好如初。
- 日垣茂市 - 鍵本輝（Lead）

18歲。
- 澤水羽菜 - 谷村美月

17歲。
- 川邊英二 - 山本裕典

18歲。
- 貴林優奈 - 黑瀨真奈美

17歲。3年1組的學級委員長。對三崎雅行抱有好感，性格認真一絲不苟。
- 三崎雅行 - 中村優一（D-BOYS）

18歲。得到鋼琴獎學金的學生，但是至始抗拒周圍的期待。
- 次原雪乃 - 大政絢

17歲。
- 伴野圭吾 - 賀來賢人

18歲。3年1組的學級委員長。
- 船木真由 - 前田敦子（AKB48）

17歲。常用認真的口吻公言可以和宇宙人交流，被周遭人視為異類，常在課堂中睡覺。實際上，是因為從小被雙親拋棄造成心理創傷的掩飾。後來經過櫻井老師透過替她慶生的方式解開心結，並與現任的養父母和好。
- 藤澤理紗 - 忽那汐里

17歲。游泳部經理。
- 椿木朱音 - 夏生さち
- 稻村淳 - 伊藤未希
- 鎌倉亮太 - 大和田健介
- 猿島浩二 - 後藤和雄
- 石上雄太 - 齋藤遼
- 江嶋陽子 - 戶叶惠梨佳
- 平塚航太 - 松永一哉
- 和田明洋 - 木之本嶺浩
- 諏訪瞳 - 彩木里紗
- 丸山大輔 - 大川雅大
- 片瀨みずほ - 源崎トモエ
- 千葉沙紀 - 小松原明紀
- 荒井奈美 - 柊子（JK21（页面存档备份，存于））
- 腰越カイト - 中川翔太
- 鵠沼もえ - 和香奈

#### 教職員
- 神谷龍之介 - 小日向文世

55歲。理事長。教育理念與櫻井老師完全對立。原本是實業家，將赤字的學校併購以升學成果主義至上的口號成功轉換校內財務危機。以自己中學時代受過的苦為經驗，極度強調學歷至上。不關心學生，以學號代替學生姓名稱呼。剝奪櫻井老師班主任的人事權，校內無人敢違抗其獨裁作風。最後因不正行為被究責去職。
- 長谷部杏花 - 戶田惠子

50歲。校長。日本女子大學畢業。
- 柴草修平 - 八嶋智人

38歲。擔任數學科老師、志願指導老師。
- 赤木保則 - 池田鐵洋

36歲。擔任音樂科老師。
- 真山春佳 - 吉瀨美智子

31歲。擔任英語科老師。
- 與田典人 - 今井ゆうぞう

29歲。擔任體育科老師。
- 槙村肇 - 小林すすむ

45歲。副校長。

### 客串演出
- 根岸正洋 - 松重豊（第1話）

洋貴的爸爸。
- 末吉春臣 - 中村倫也（第1話）
- 白崎珠美 - 未來貴子（第1、4、最終話）

凜久的媽媽。
- 老婆婆 - 市川千惠子（第1話）
- 河端正吾 - 要潤（第2話）
- 真衣 - 星井七瀨（第4話）
- 清花 - 渡邊萬美（第4話）
- 羽菜的媽媽 - 日下由美（第5話）
- 船木高彥 - ダンカン（第6話）

真由的爸爸。
- 船木鈴實 - 美保純（第6話）

真由的媽媽。
- 野野村美優 - 小林夏子（第7話）
- 次原克晴 - 木村靖司（第8話）

雪乃的爸爸。
- 次原惠利 - 秋本奈緒美（第8、9話）

雪乃的媽媽。
- 田幡直子 - 梅澤昌代（第9話）
- 田幡的爸爸 - 竹本和正（第9話）

## 製作人員
- 劇本：坂元裕二
- 導演：若松節朗、谷村政樹、村谷嘉則、永山耕三
- 演出：服部隆之
- 製作：村瀨健

| 美術 - 美術製作：關口保幸 - アドバイザー：塩入隆史 - 設計：棈木陽次 - 美術進行：竹田政弘 - 大道具：西田裕一 - 操作：佐藤大輔 - 建具：船岡英明 - 裝飾：伊藤則久 - 持道具：山本惠 - 衣服：中野晴海 - スタイリスト：大迫靖秀 - 化妝：齋藤美穂 - 視覺效果：田村憲行 - 電飾：森智 - アクリル裝飾：竹中大悟 - 生花裝飾：牧島美惠 - 植木裝飾：原利安 - フードコーディネーター：住川啓子 - CG製作：富士川祐輔 - タイトルバック：尾形竜太 製作 - スケジュール：森保伸二 - 監督補：村谷嘉則 - 演出補：後藤庸介 - 製作担当：竹井政章 - 製作主任：山田望 - 記錄：寺田まり - 製作補：秋山八重子 - ライン製作：齊藤あや - 協力：フェイスミュージック、バスク、FLT、ファン - 制作：富士電視台電視劇製作中心 - 制作著作：富士電視台 | 技術 - 技術製作：松下真史 - 攝影：栗栖直樹 - TD：山岸桂一 - 照明：高橋幸司 - 映像：矢沢由邦 - 聲音：矢川祐介 - 編輯：新井孝夫 - ライン編集：杉山英希 - 選曲：藤村義孝 - 音響效果：谷川義春 - MA：市村聰雄 広報 - 編成：金井卓也 - 広報：谷川有季 - 網頁：丸谷利一 - 廣告宣傳：吉田和江 - スチール：得本公一 - アクションコーディネーター：釼持誠 |

## 主題曲
- UZ『君の瞳に戀してる』

## 播放日期、副題、收視率
| 集數       | 副題       | 副題                                                      | 播放日期   | 收視率 |
| 集數       | 日文       | 中文                                                      | 播放日期   | 收視率 |
| ---------- | ---------- | --------------------------------------------------------- | ---------- | ------ |
| 1          |            | 地球上的熱血教師從海中現身!!                              | 2008/07/21 | 20.5%  |
| 2          |            | 以錢賣地球的熱血教師VS戀愛中的女學生！ 認真的挺起胸笨蛋!! | 2008/07/28 | 14.4%  |
| 3          |            | 別死呀！ 大哥在手術台上的大手術                           | 2008/08/04 | 12.7%  |
| 4          |            | 懸崖上的蕭邦                                              | 2008/08/11 | 10.7%  |
| 5          |            | 優等生的叛亂…被揭破了的秘密                               | 2008/08/18 | 14.7%  |
| 6          |            | 朋友的SOS聽見嗎？                                         | 2008/08/25 | 14.0%  |
| 7          |            | 朋友的死…老師，對不起                                     | 2008/09/01 | 14.1%  |
| 8          |            | 朋友的死・最後看到了你的笑顏…突然而來的再見               | 2008/09/08 | 13.3%  |
| 9          |            | 再見了                                                    | 2008/09/15 | 14.5%  |
| 大結局     |            | 最後的上課…淚的最後留言                                   | 2008/09/22 | 15.6%  |
| 平均收視率 | 平均收視率 | 平均收視率                                                | 平均收視率 | 14.5%  |

## 外部連結
- 官方網站 （日語）

## 作品的變遷
| 富士電視台 週一9時               | 富士電視台 週一9時                        | 富士電視台 週一9時 |
| -------------------------------- | ----------------------------------------- | ------------------ |
|                                  | 太陽與海的教室 （2008.7.21 - 2008.9.22）  |                    |
| CHANGE （2008.5.12 - 2008.7.14） | Innocent Love （2008.10.20 - 2008.12.22） |                    |